# Берг Аксель Іванович
А́ксель Іва́нович Берг (29 жовтня (10 листопада) 1893, Оренбург — 9 липня 1979, Москва) — радянський радіотехнік, академік (з 1946), інженер-адмірал.
Народився у місті Оренбурзі.
Член КПРС з 1944.
Основні праці Берга присвячені розробці теорії і методів проектування і розрахунку лампових генераторів, стабілізації частоти, питанням радіоприймання і радіопеленгування, підсилення і керування коливаннями лампових генераторів.
Берг провів велику роботу щодо вивчення і подальшого удосконалення радіолокації, що значною мірою сприяло виділенню її у самостійну галузь радіотехніки; зробив великий внесок у розвиток морського радіозв'язку, розв'язав проблему сіткового детектування.
Є автором багатьох книг з радіотехніки для студентів та інженерів («Загальна теорія радіотехніки», 1925; «Основи радіотехнічних розрахунків», 1928, 1930; «Теорія і розрахунок лампових генераторів», 1932, 1935, та ін.).

## Роботи А.Берга
- Катодные лампы. 1925
- Общая теория радиотехники. Л., 1925
- Курс основ радиотехнических расчетов. 1929
- Теория и расчет ламповых генераторов. 1932
- А. С. Попов и изобретение радио. Л., 1935;
- Теория и расчет ламповых генераторов. Изд. 2-е. Ч. 1. М.— Л., 1935.
- Избранные труды. Т. 1—2. М.— Л., 1964